# Sarah Biasini
Sarah Magdalena Biasini (Gassin, 21 luglio 1977) è un'attrice francese.

## Biografia
Figlia dell'attrice Romy Schneider e del suo secondo marito ed ex segretario privato Daniel Biasini, di origini italiane, ha studiato storia dell'arte alla Sorbona di Parigi e teatro al Lee Strasberg Institute di Los Angeles, e all'Actor's Studio di New York.
Ha fatto il suo debutto cinematografico nel 2004 recitando da protagonista nella miniserie francese nominata agli Emmy, Il mistero di Julie, una storia d'avventura di cappa e spada liberamente ispirato alla vita della spadaccina del XVII secolo Julie d'Aubigny (M.lle Maupin). 
Nel 2005 ha fatto il suo debutto sul palcoscenico con A piedi nudi nel parco (Pieds Nus dans le Parc) al Théâtre Marigny di Parigi.

## Filmografia

### Cinema
- Printemps de vie, regia di Igor Trifunovic - cortometraggio (2004)
- Due per un delitto (Mon petit doigt m'a dit...), regia di Pascal Thomas (2005)
- Un uomo e il suo cane (Un homme et son chien), regia di Francis Huster (2008)
- Blind Test, regia di Georges Ruquet (2010)
- Une vie de chien, regia di Cyril Ethan Robert - cortometraggio (2011)
- Associés contre le crime: L'oeuf d'Ambroise, regia di Pascal Thomas (2012)
- Recon: A Filmmaker's Quest, regia di Mattia Ballerini (2012)
- Shakki, regia di Julien Landais - cortometraggio (2012)
- Dors mon lapin, regia di Jean-Pierre Mocky (2013)

### Televisione
- Il mistero di Julie (Julie, chevalier de Maupin), regia di Charlotte Brändström – miniserie TV (2004)
- Nous nous sommes tant haïs, regia di Franck Apprederis – film TV (2007)
- Suite noire – serie TV, 1 episodio (2009)
- Le temps du silence, regia di Franck Apprederis – film TV (2011)
- Le général du roi, regia di Nina Companeez – film TV (2014)
- Couleur locale, regia di Coline Serreau e Samuel Tasinaje – film TV (2014)